# والتر إليس
والتر إليس (بالإنجليزية: Walter Ellis)‏ هو كاتب بريطاني، ولد في 7 سبتمبر 1948.

## وصلات خارجية
- الموقع الرسمي